# Niedrigenergiehaus Ganghoferstraße

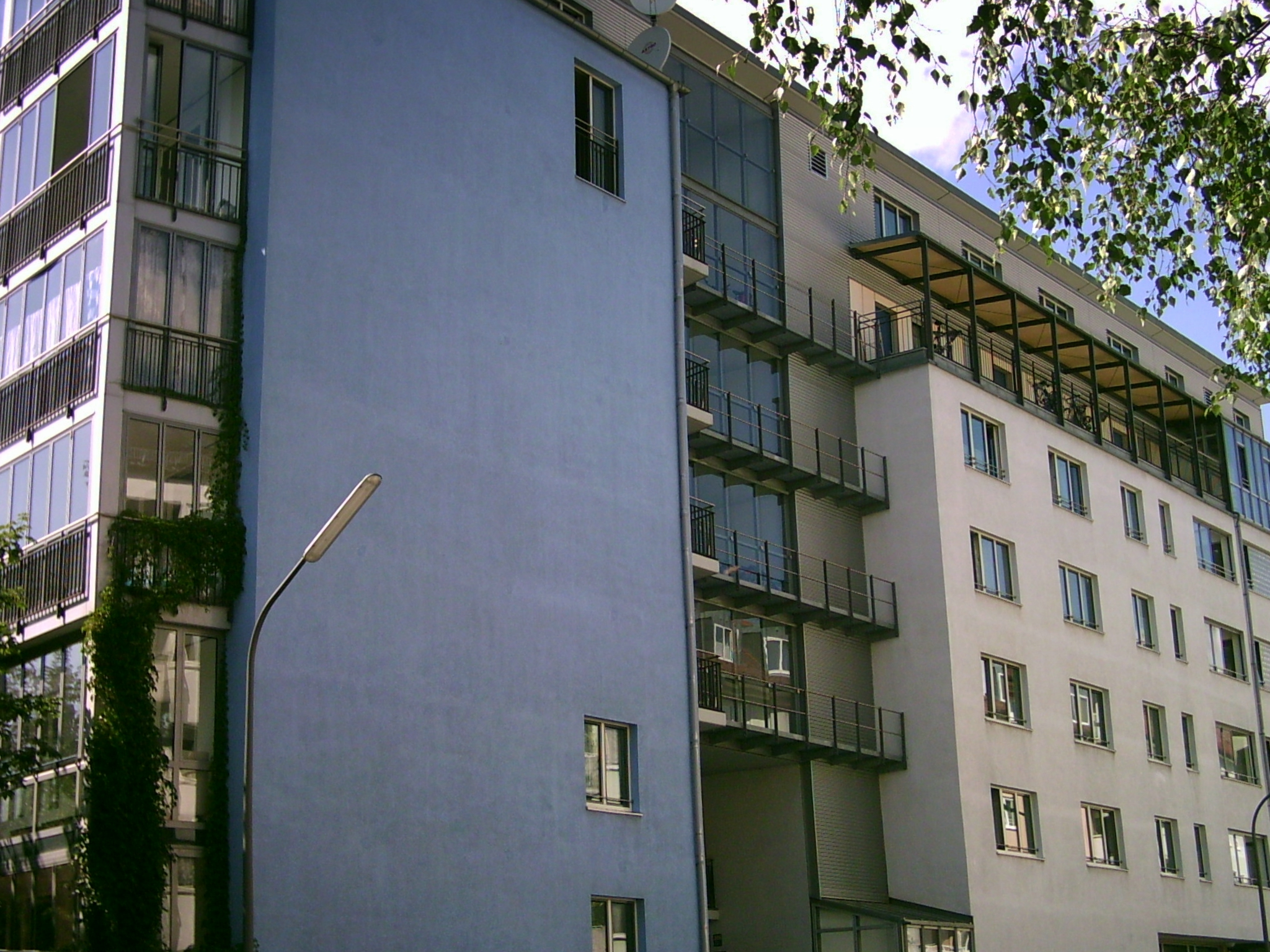
Ganghoferstraße 106–112

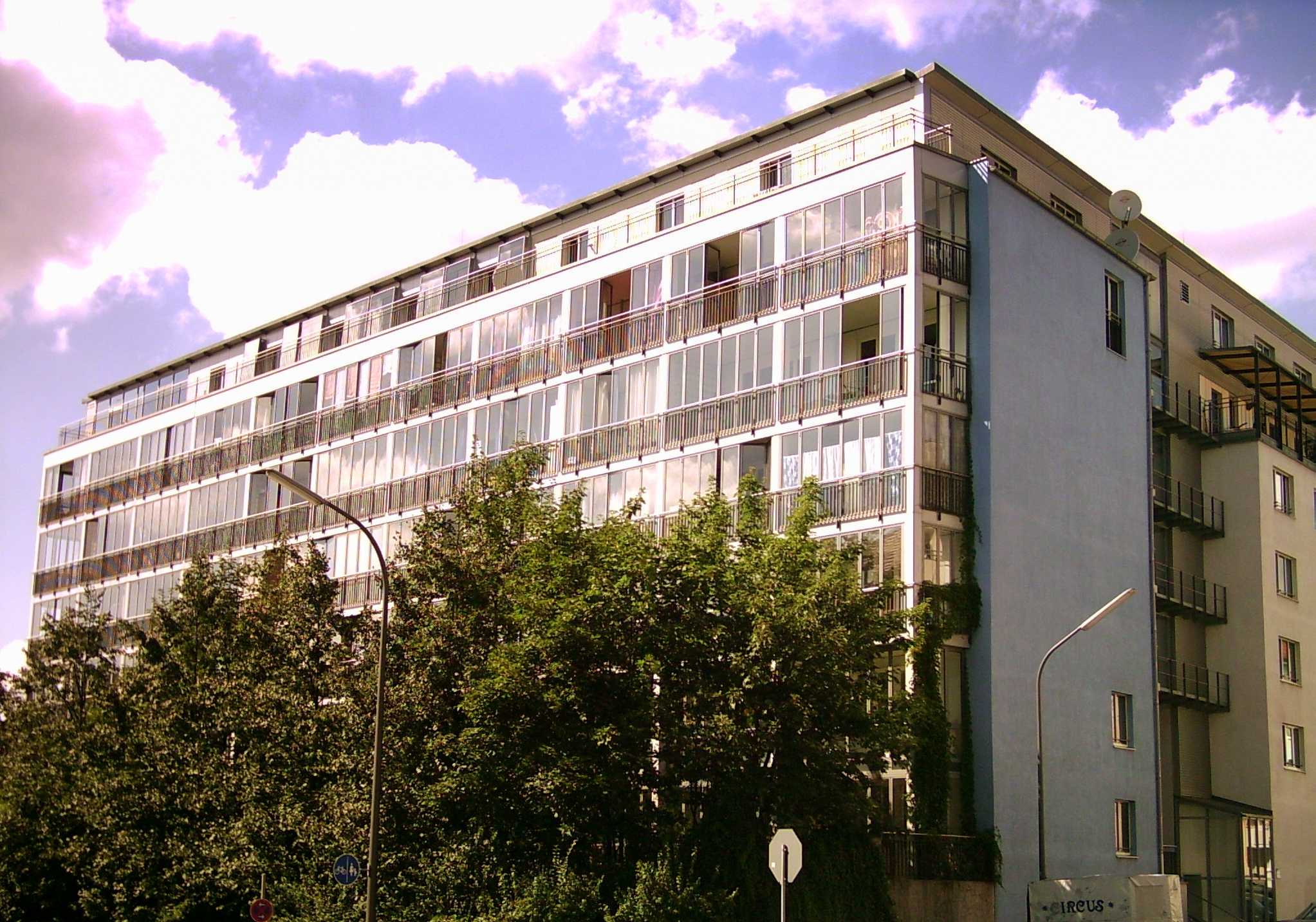
Südfassade des Niedrigenergiehauses

Das Niedrigenergiehaus an der Ecke Ganghofer- und Baumgartnerstraße ist ein zwischen 1994 und 1996 errichtetes, energieeffizientes Wohnhaus im Münchner Stadtbezirk Sendling. Der Gebäudekomplex wurde vom Münchner Architekturbüro Raupach und Schurk im Auftrag der GWG Gemeinnützige Wohnstätten- und Siedlungsgesellschaft geplant. Die Anlage mit 79 teilweise behindertengerechten Wohnungen, einem zweigruppigen Kindergarten, Kinderhort und Tiefgarage besteht aus drei in U-Form angeordneten Baukörpern, die einen geschützten Innenhof mit Spielmöglichkeiten umschließen.
Das Energiekonzept wurde gemeinsam mit dem Fraunhofer-Institut für Bauphysik, Stuttgart, entwickelt und berücksichtigt konsequent alle Möglichkeiten zur Reduzierung des Energieverbrauchs wie eine hochwärmegedämmte Gebäudehülle, innovative Fenstersysteme, passive Energiegewinnung, eine thermische Solaranlage zur Brauchwassererwärmung und weitere Techniken. Die Fassade des Südriegels besteht aus einer Immissionsschutzwand aus Glas und Aluminium, die mit zwei Metern Abstand vor dem eigentlichen Gebäude steht und eine thermische Pufferzone bildet, gleichzeitig ist diese Zone ähnlich einer Loggia von den Wohnungen aus zugänglich und erweitert damit den Wohnraum. Durch diese gebündelten Maßnahmen konnte der Wärmeverbrauch um 25 Prozent unter die von der Wärmeschutzverordnung geforderten Werte gedrückt werden, damit erfüllt das Gebäude die Kriterien eines Niedrigenergiehauses.
Die Anlage wurde mit dem Deutschen Bauherrenpreis 1998 ausgezeichnet.